# Estreito de Clarence

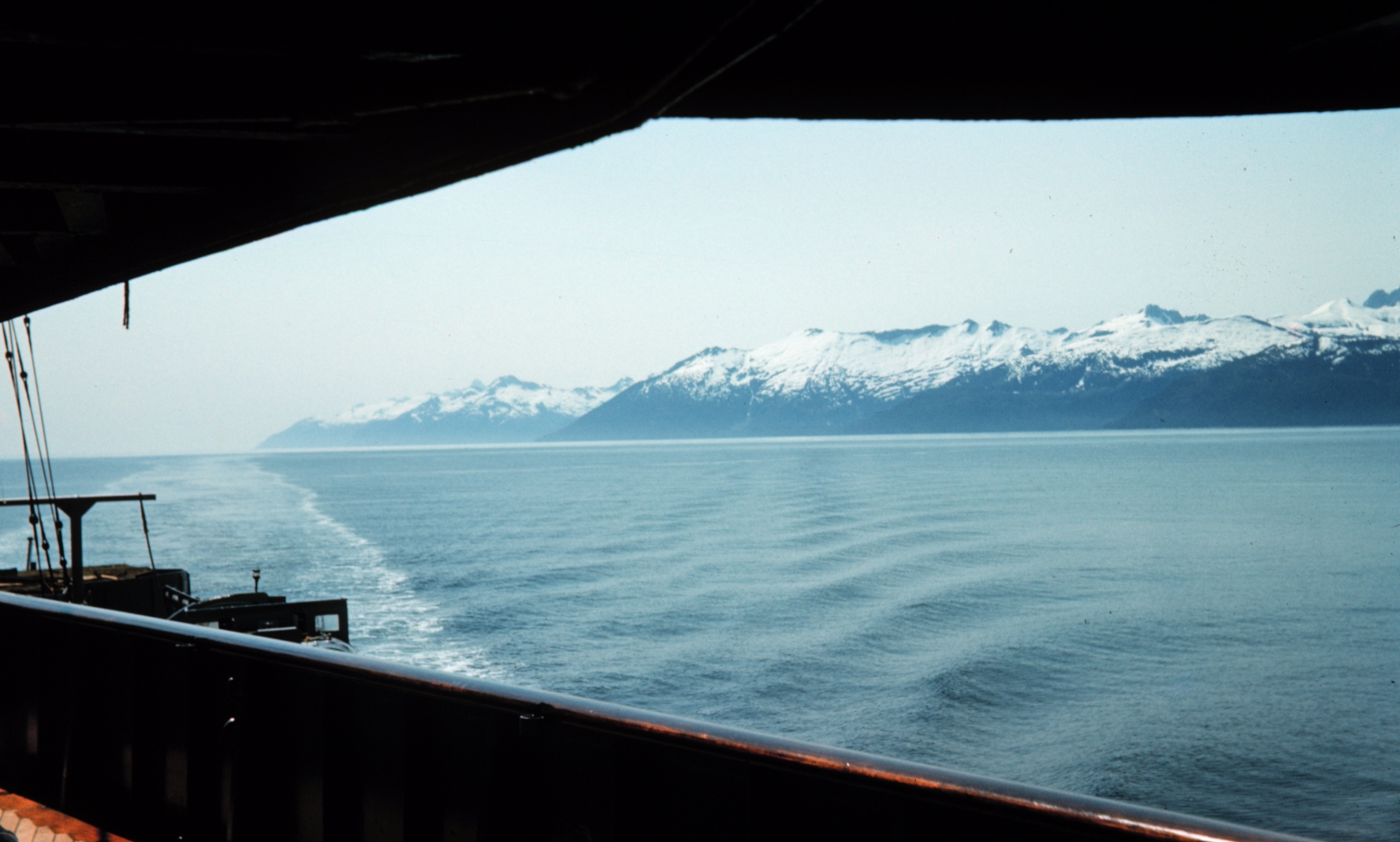
Vista do estreito de Clarence

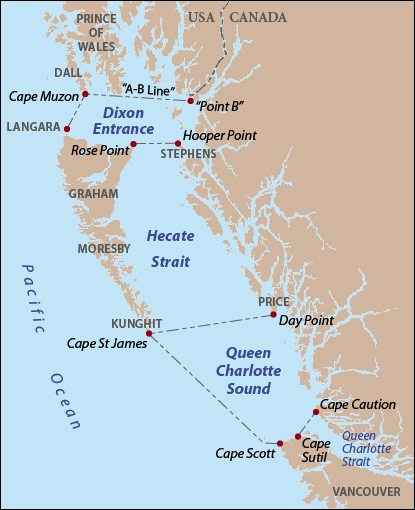
O limite sul do estreito de Clarence e a entrada Dixon, segundo a define o BCGNIS (Sistema de Informação de Nomes Geográficos da BC) e a controversa «linha A-B». A fronteira internacional entre Canadá e Estados Unidos segue o canal de Portland até ao ponto B, e daí ao cabo Muzon. A parte da fronteira da «linha A-B» é controversa.

O estreito de Clarence (em inglês:  Clarence Strait), inicialmente «estreito do duque de Clarence» (Duke of Clarence Strait), é um estreito marítimo localizado no arquipélago Alexander, no sudeste do Alasca, nos Estados Unidos. 
O estreito separa a ilha Príncipe de Gales, no lado oeste, das ilhas Duke, Annette, Revillagigedo, Gravina,  Etolin e Zarembo, no lado oriental. O estreito de Clarence tem cerca de 203 km de largura e estende-se da entrada Dixon, a sul, até ao estreito de Sumner, a norte.